# Eunice pectinata
Eunice pectinata är en ringmaskart som beskrevs av Grube 1869. Eunice pectinata ingår i släktet Eunice och familjen Eunicidae. Inga underarter finns listade i Catalogue of Life.